# 1314년

## 연호
- 원(元) 황경(皇慶) 3년 / 연우(延祐) 원년
- 일본(日本) 쇼와(正和) 3년
- 쩐 왕조(陳朝) 흥롱(興隆) 22년 / 다이카인(大慶) 원년

## 기년
- 원(元) 인종(仁宗) 3년
- 고려(高麗) 충숙왕(忠肅王) 원년
- 쩐 왕조(陳朝) 영종(英宗) 22년 / 명종(明宗) 원년

## 사건
- 6월 23일 - 잉글랜드의 에드워드 2세와 스코틀랜드의 로버트 1세 간에 베녹번 전투가 벌어졌다. 이 전투에서 로버트 1세가 승리를 거두었다.
- 충선왕, 불교를 장려하여 연회를 베풀자 국고가 바닥남.

## 탄생
- 5월 3일 - 러시아의 성인 성 세르게이

## 사망
- 4월 20일 - 195대 로마 교황 클레멘스 5세
- 음력 4월 10일 - 고려의 오형(吳詗)
- 음력 6월 8일 - 고려의 김문연(金文衍)